# Dictionnaire illustré latin-français
 (mars 2020).
Si vous disposez d'ouvrages ou d'articles de référence ou si vous connaissez des sites web de qualité traitant du thème abordé ici, merci de compléter l'article en donnant les références utiles à sa vérifiabilité et en les liant à la section « Notes et références ».
Le Dictionnaire illustré latin-français, connu sous l'appellation Gaffiot d'après le nom de son auteur Félix Gaffiot (1870-1937), est un dictionnaire du latin vers le français devenu usuel et classique pour le public latiniste francophone. Il a été publié en 1934 par l'éditeur Hachette pour remplacer le dictionnaire de Quicherat et Daveluy qui était la référence dans les études latines depuis 1844. Hachette en a aussi publié en 1936 une version abrégée.

## Présentation
Dans son édition originale, le Gaffiot se présente comme un imposant ouvrage de plus de 1 700 pages. Ses illustrations et la qualité de sa typographie l'ont rendu célèbre. Il traite essentiellement du latin classique et comporte de nombreuses citations d'auteurs avec leur traduction. 

### Édition 2000
Une nouvelle édition, sans les illustrations mais bénéficiant d'une meilleure lisibilité et surtout enrichie et conforme aux normes scientifiques actuelles, a paru en 2000. Elle a été réalisée sous la direction du professeur Pierre Flobert sur la base de 70 000 fiches (50 000 pour les noms communs, 20 000 pour les noms propres). Elle couvre une période qui va de l'époque archaïque jusqu'au haut Moyen Âge et s'attache à rendre compte du latin sous tous ses  aspects : classique, chrétien, technique, juridique, médical, etc. Elle comprend en outre un atlas en couleurs, une bibliographie, une chronologie, les règles de la scansion latine, une table des poids, des mesures et des monnaies. Elle reste cependant un « ouvrage principalement destiné à un usage scolaire ». 

### Le Gaffiot 2016
La version numérique dite « Gaffiot 2016 » est indépendante des éditions Hachette. Elle reprend l'édition de 1934, tombée dans le domaine public, en lui apportant des améliorations (références corrigées et unifiées, longueur des voyelles revue, présence d'un indice de fréquence). Établie sous la direction de Gérard Gréco qui en détient les droits, son utilisation « raisonnable » dans un cadre non marchand est autorisée. Elle est disponible sous forme d'un fichier PDF mais aussi au format Stardict qui permet de l'interroger à l'aide d'un logiciel comme GoldenDict. 

## Critiques
Les critiques à l'égard de la première édition du dictionnaire  qui ont justifié sa refonte en 2000 n'ont pas manqué, ainsi ces remarques de Gérard Dupuy : « Le Gaffiot fait toujours autorité mais il avait besoin d'une sérieuse mise à jour. On peut d'ailleurs s'étonner que la culture française, dont on entend rabâcher la latinité, n'ait pas été capable pendant tout le vingtième siècle de produire mieux qu'un dictionnaire dont les destinataires explicites sont des écoliers débutants ». Ces critiques ont été résumées par Pierre Flobert dans l'article « La Lexicographie latine en France - Avant et après Félix Gaffiot » :  information datée, mauvaises traductions, textes techniques mal étudiés, droit et institutions insufﬁsamment traités, inscriptions dépendant d’éditions périmées, auteurs manquants,  vocabulaire chrétien à peine abordé,  latin tardif presque totalement absent, vocabulaire géographique très défectueux, erreurs de références  nombreuses, étymologies périmées... sans oublier un lexique expurgé des termes à connotation sexuelle — mais c'était le cas de tous les dictionnaires de langues anciennes utilisés en milieu scolaire à l'époque ; ils ont été introduits dans la dernière édition,. 

## Évocations dans les arts
Le Gaffiot est évoqué dans le 45e des 480 souvenirs cités par Georges Perec dans Je me souviens.
Le Gaffiot est aussi évoqué dans Fleurs de ruine de Patrick Modiano : « Sur le trottoir, des feuilles mortes. Ou les pages calcinées d’un vieux dictionnaire Gaffiot ».